# Marúbos
Os marúbos são um grupo indígena da família pano que habita o Sudoeste do estado brasileiro do Amazonas, mais precisamente a Área Indígena Vale do Javari. Junto com os corubos, os matises e os matsés, são denominados de modo genérico de maiorunas.
Segundo Júlio César Mellati o povo marúbo parece resultar da reorganização de sociedades indígenas dizimadas e fragmentadas por caucheiros e seringueiros no auge do período da borracha. Contudo como assinala o autor, que classifica esse grupo indígena na área cultural Juruá–Ucayali, tal movimento étnico de dispersão e reagrupamento pode remontar a tempos mais antigos, como sugerem nomes de seções marúbo em outros povos panos vizinhos. Melatti observa ainda que a referida área cultural delimitada por Eduardo Galvão  pode ser melhor compreendida como Javari-Purus abrangendo assim uma maior proporção dos grupos Pano.
No Relatório sobre os índios marúbo apresentado por Melatti à FUNAI por ocasião da construção da rodovia Perimetral (BR-307 ) na região, segundo o qual marúbo não é o nome que corresponde a uma autodenominação e sim um nome que os civilizados lhes atribuem.
Parece não haver um termo específico para essa autodenominação pois o, já cogitado, termo  yora não denomina apenas a seu grupo, mas a todos os indígenas contrapondo-se ao termo  nawa, com que chamam os civilizados.

## Características culturais
Os marúbos não diferem essencialmente dos demais povos pano dessa região sendo que, como assinala Dan James Pantone  foram os primeiros povos indígenas do vale do Javari a fazer contato com estranhos na virada do século XX sendo por conseguinte, em detrimento de outras tribos do Vale, os primeiros a ter acesso a armas de fogo adquirindo poder e capacidade de dominar todas as outras tribos do Javari.
Galvão (o.c.) descreve essa área cultural típica de florestas com predominância de terras baixas, enfrentando atividade extrativistas desde 1860, como tendo a subsistência na base de roças, pesca, canoas de casca e ubás, remo lanceolado, caça com uso de veneno (provavelmente curare) e zarabatanas. Entre os panos crença num deus supremo. Xamanismo com utilização de paricá, tabaco, chicha. Melatti descreve ainda a utilização da ayahuasca e vacina do sapo ou a "injeção de sapo" (secreção da perereca Philomedusa bicolor) usada para dar ânimo, tirar a preguiça, tirar o panema.
Segundo Júlio César Melatti, entre os marúbos, há dois tipos de agentes da magia. Um deles, que entra em transe e recebe em seu corpo espíritos de outras camadas do universo enquanto sua própria alma visita essas camadas, exerce mais do que atividades de cura, uma vez o simples contato com esses seres já é razão suficiente para procurar comunicação com eles. O outro tipo é constituído por aqueles que entoam cânticos de cura sobre os doentes. Ambos os tipos fazem uso da ayahuasca e do rapé de tabaco.
Ainda segundo Melatti, para os marúbos o universo é constituído de várias camadas terrestres, das quais a superior é aquela onde vivemos, e várias camadas celestes. Para os seres humanos talvez a camada celeste mais importante seja a segunda, contando-se de baixo par cima, pois é para lá que devem se dirigir suas almas após a morte, através do percurso de um caminho cheio de perigos, a cujos obstáculos aqueles que não seguiram as regras sociais sucumbem. Observe-se a concepção do não cumprimento das regras sociais associado à morte e adoecimento. As doenças na concepção marúbo, conforme os cânticos de cura, se formam de partes de outros seres (mítico membros e órgãos e pedaços de animais abatidos por um herói mítico).

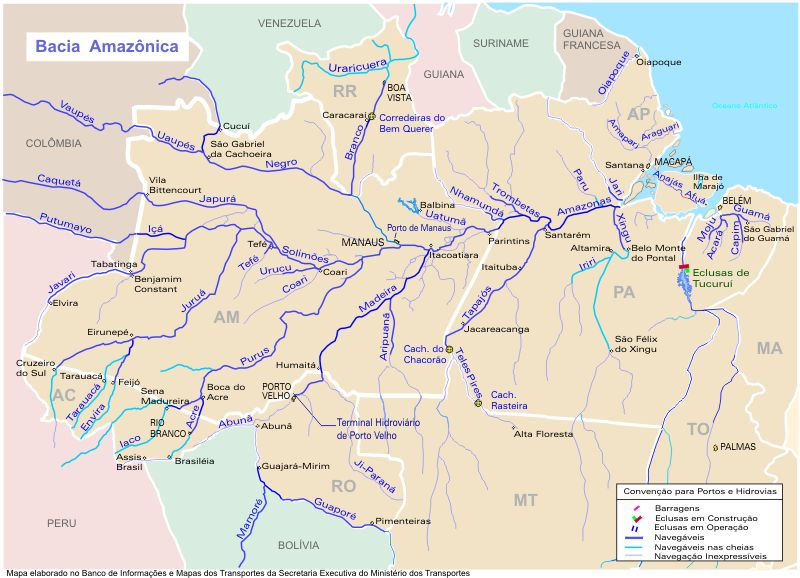
Mapa da Bacia Amazônica mostrando o Rio Javari e outros afluentes do Rio Solimões.